# Forces armées transnistriennes

Cocarde transnistrienne

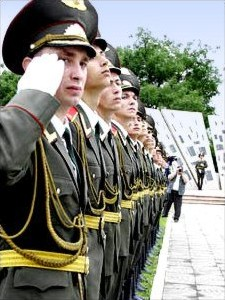
Soldats transnistriens

Les forces armées transnistriennes sont les forces armées de la république non reconnue de Transnistrie. Elles sont responsables de la sécurité et de la souveraineté de la Transnistrie selon l'article 11 de la Constitution. Le Groupe opérationnel des forces russes en Transnistrie assure également ces missions de manière informelle et indirecte.

## Histoire
L'armée transnistrienne est fondée le 6 septembre 1991 à la suite de la proclamation d'indépendance du pays.
En 2022, elle n'intervient pas durant l'invasion de l'Ukraine par la Russie.

## Branches
- Une armée de terre ;
- Une armée de l'air.

L'armée transnistrienne ne dispose pas de marine de guerre mais les garde-frontières disposent de vedettes rapides patrouillant sur le Dniestr.

## Effectifs
Cette armée est forte de 4 500 à 7 500 hommes actifs. Au total, avec les réservistes, 25 000 hommes peuvent être mobilisés.

## Équipements
- 18 chars T-64BV

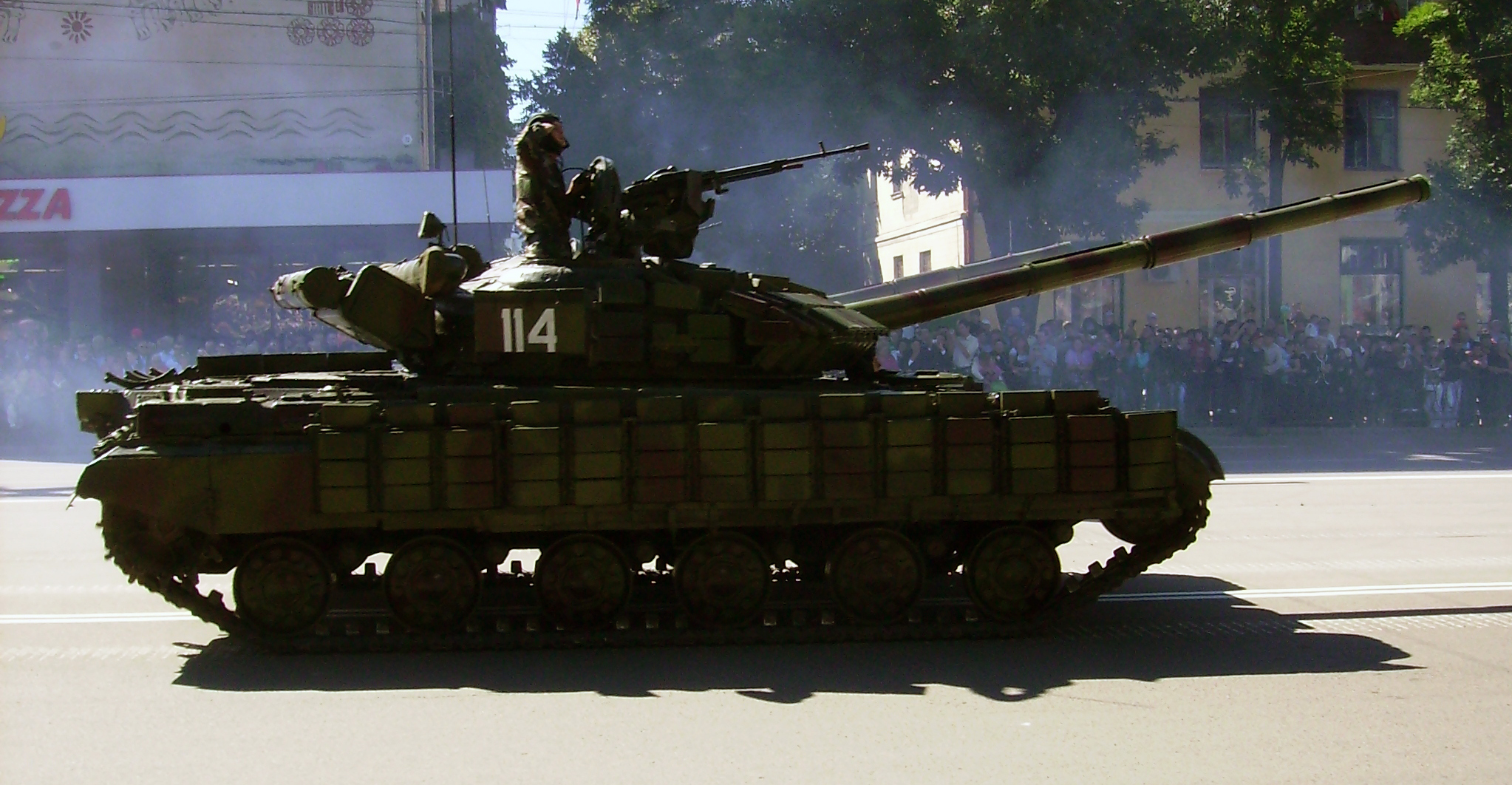
T-64BV transnistrien.

- 107 véhicules d'infanterie BTR-60, BTR-70, MT-LB et BRDM-2
- 46 batteries de DCA
- 173 chasseurs de chars
- 9 hélicoptères Mi-8
- 6 hélicoptères Mi-24
- 2 hélicoptères Mi-2
- Divers autres avions tels que des An-2, des An-26 et des Yak-18.

Les fantassins sont équipés d'AK-74, d'AKM, de PKM, de Makarov PM et de fusils de précision SVD.
La Transnistrie n'est pas en mesure d’importer de nouvelles armes au regard du droit international, et les exercices militaires conjoints avec les  troupes russes permettent aux transnistriens de se familiariser avec des équipements auxquels ils n’ont pas accès d’ordinaire (AK-12). Avec l'usage de la langue russe au sein des forces armées de Transnistrie, la présence de Moscou sur le terrain permet aux troupes sur place d’être inter-opérables avec la Russie en cas de conflit,.